# Didier Gold
Didier Gold (Parijs, 1874 - 2 januari 1931) was een Frans toneelschrijver en tekstdichter, die onder meer libretto's schreef voor de Franse componist Mario Cazes.
Zijn eenakter La Houppelanded(1910), waarin twee koelbloedige moorden worden gepleegd, was de inspiratie voor Giacomo Puccini's Il tabarro (De mantel). Puccini, die het toneelstuk in 1912 had gezien, omschreef het werk, dat deels in Parijs argot geschreven was, als "een 'apachenstuk' in alle betekenissen van het woord", waarmee hij doelde op de bijnaam van de toenmalige Parijse straatbendes: de apachen.

## Werk

### Toneel
- Lily clown, 1 acte en prose (1904)
- Oui, Benoît ! drame en 1 acte (1909)
- La houppelande: drame en un acte (1910)
- Histoire de Manon Lescaut: pièce en 5 actes (1913)
- Sainte-Gudule (1914)

### Liedjesteksten
- Op muziek van Marius Joseph Cazes (1890-1972):
  - Sérénade des fleurs (1924)
  - Napoletana, Tango Milonga (1925)
  - Rien qu'une nuit (1925)
  - Sous un clair de lune (1925)
  - Dolce seranata (1926)
  - Florecilla (Petite fleur) (1926)
  - Nina (ôh Nina?), sérénade espagnole (1926)
  - Minuit-Tango (1926)
  - Nana (1926)
  - Napolitana (1926)
  - Toute ma vie (1926)
  - Il est une maison (1926)
  - J'ai peur de toi (1926)
  - Ca c'est mon gosse (1927)
  - Le chemineau (1927)
  - En dansant le Charl'ston (1927)
  -  Et voilà pourquoi je t'aime (1927)
  - Fatalité !  (1927)
  - Fox-Gavotte des Petits Lits blancs (1927)
  - Il est une maison, mélodie (1927)
  -  M'amour ! M'amour !  (1927)
  - Maria !  (1927)
  - Nuits d'Orient (1927)
  - Si tu voulais (1927)
  - Pour ton amour (1927)
  - Ton étreinte (1927)
  - La valse en sourdine (1927)
  - C'est l'oiseau blanc (1927)
  - Oh ! ma poupée (Poupée d'amour) (1927)
- Andere:
  - Fleur du mal (1922), muziek van F. Wolter
  - Bambina, la marchande de mandarines (1923), muziek van Jean Lenoir
  - Blondinette (1923), muziek van Rogelio Huguet y Tagell
  - Négrita (1923), muziek van Duarte
  - L'Habit noir (1924), muziek van Rogelio Huguet y Tagell
  - Le dernier Pierrot (1926), muziek van Dino Rulli
  - C'est en dansant le Black-Bottom (1927), muziek van Emile Simart
  - Palafox 22 (1928), muziek van S. Carrere, J. Rica en Y.E. René
  - Bïmba (1928), muziek van Franco Silvestri
  - Parisette (1928), tekst met Mistinguett op muziek van F. Wolter
  - Tout ça c'est pour vous (1928), tekst met Mistinguett op muziek van José Padilla Sánchez